# Městečko Trnávka
Městečko Trnávka é uma comuna checa localizada na região de Pardubice, distrito de Svitavy.